# Bariquand et Marre
Bariquand et Marre est une entreprise de mécanique française, qui fabriquait entre autres des machines à coudre. Elle exista de 1834 à 1968, date à laquelle elle fusionna avec la Société française des brevets LogAbax.

## Historique de l'entreprise
La Maison Bariquand fut fondée en 1834 par Jules Bariquand dans un atelier situé au 127 de la rue Oberkampf à Paris. Avec la collaboration de son fils Émile, la Maison devint Bariquand & Fils.
En 1860, débute la fabrication de machines à coudre. Pour Bariquand, la machine à coudre fait partie de sa production de machines-outils de précision.
Bariquand arrête la fabrication de la machine à coudre et se tourne vers la fabrication de machines spécialisées pour la fabrication de pièces de fusils interchangeables. Par la qualité de ses fabrications mécaniques, les ministères de la Guerre et la Marine lui confièrent d'importantes commandes portant notamment sur des pièces pour les fusils Chassepot et Gras. En novembre 1870, 295 ouvriers et 146 ouvrières usinent des pièces pour le fusil Chassepot rue Oberkampf.
En 1878, Émile Bariquand est le rédacteur d'un rapport du jury international de l'Exposition universelle de 1878, sur le matériel et les procédés de la couture et de la confection des vêtements.
À la fin du XIXe siècle, les Ateliers Bariquands & Fils s'adjoignirent la collaboration de Charles Marre et deviennent Bariquand & Marre.
En 1900, la société en nom collectif Bariquand & Marre est transformée en Société anonyme. Elle exploite des ateliers de mécanique et de fabrication diverses, 127, rue Oberkampf, rue Moret, Impasse Monti et Cité Griset à Paris sous la direction d'Émile Bariquand. Entre 1901 et 1906 le nombre d'ouvriers oscille de 300 à 450.
Présentation lors de l'Exposition universelle en 1900, de deux systèmes d'appareils d'allumage à distance des becs de gaz, le self-allumeur et le robinet self-allumeur basés sur le principe du pyromètre. Également présentés lors de cette exposition un micromètre à friction et un banc micrométrique (comparateur), un trusquin micromètre, un amplificateur, une machine à fraiser horizontale, une machine à fraiser verticale, un appareil à tailler les crémaillères.
En 1904, Charles Marre prend la direction des Ateliers au décès d'Émile Bariquand. Réputés dans la mécanique de précision, les ateliers sont la plus importante société de machine-outils française.
En 1914-1918, l'activité des ateliers consiste à exécuter des fournitures de guerre, pièces pour fusils et pour fusées. Elle réalise également des tondeuses, des carburateurs pour avions, des machines-outils. Le 24 mars 1918, un obus de la Grosse Bertha tombe sur l'atelier de la rue Oberkampf et cause des dégâts matériels importants sans victimes. Un atelier est créé à Villeurbanne en octobre 1918 dans un but de décentralisation.
Après la guerre, sans commandes militaires, les activités antérieures sont développées et de nouvelles fabrication sont lancées, châssis pour les automobiles Sizaire-Berwick, compteurs à eau et mise au point de tondeuses électriques. Le département machines-outils en constante diminution est cédé en 1927.
En fin d'année 1928, des nouveaux locaux sont achetés et aménagés, 79, avenue Aristide-Briand à Arcueil. L'ensemble des ateliers de Paris y sera transféré au cours de l'année 1933.
En 1935, Charles Marre âgé de 77 ans transmet ses fonctions à Georges Bariquand, petit-fils du fondateur de l'entreprise.
En 1939-1940, reprise des fabrications d'armements et d'appareils de précision, poursuite de la production des tondeuses.
En 1946, la Société anonyme est transformé en SARL jusqu'en 1948 où elle redevient SA. À cette époque devant la chute des ventes de tondeuses, la fabrication de filières et peignes à filer sont entreprises. Les Exploitations électriques et industrielles deviennent majoritaire au conseil d'administration. La fabrication des machines comptables LogAbax conçues par Francico Campos est entreprise.
En 1952, les nouveaux bâtiments en bordure de l'avenue Aristide-Briand à Arcueil sont terminés.
En 1955, l'activité tondeuses est cédée à une entreprise de Thiers et une nouvelle fabrication débute : la machine à justifier et à composer Optype, invention de Messieurs Bouffilh et Savigny.
Le 1er juillet 1968, les Ateliers Bariquand & Marre fusionnent avec la Société française des brevets LogAbax et prennent le nom de LogAbax SA.

## Autour de Bariquand
Le terme Barikan (バリカン) est devenu le terme usuel au Japon pour désigner une tondeuse à cheveux depuis son introduction dans le pays, à la fin du XIXe siècle.